# .gy
.gy (Inglês: Guyana) é o código TLD (ccTLD) na Internet para a Guiana.